# Südostiberische Schrift

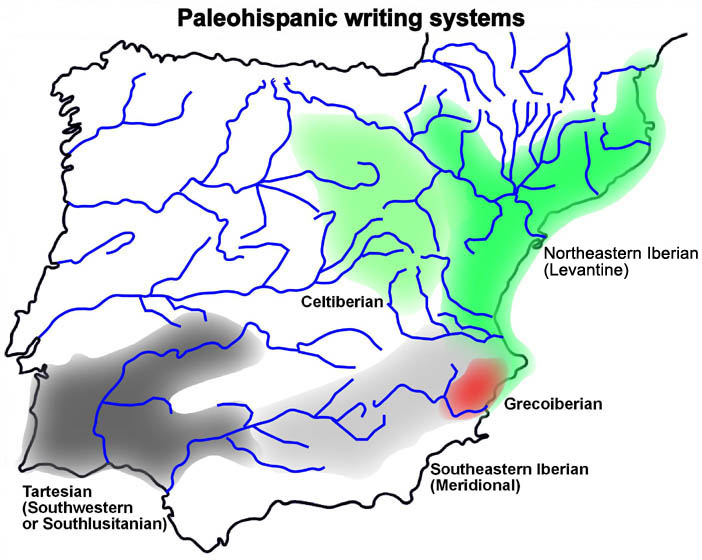
Althispanische Schriften

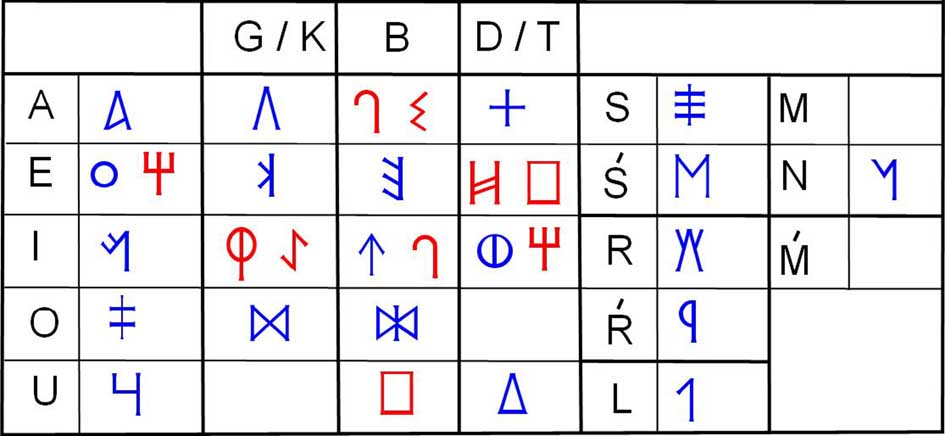
Südostiberische Zeichensatz (Correa 2004)

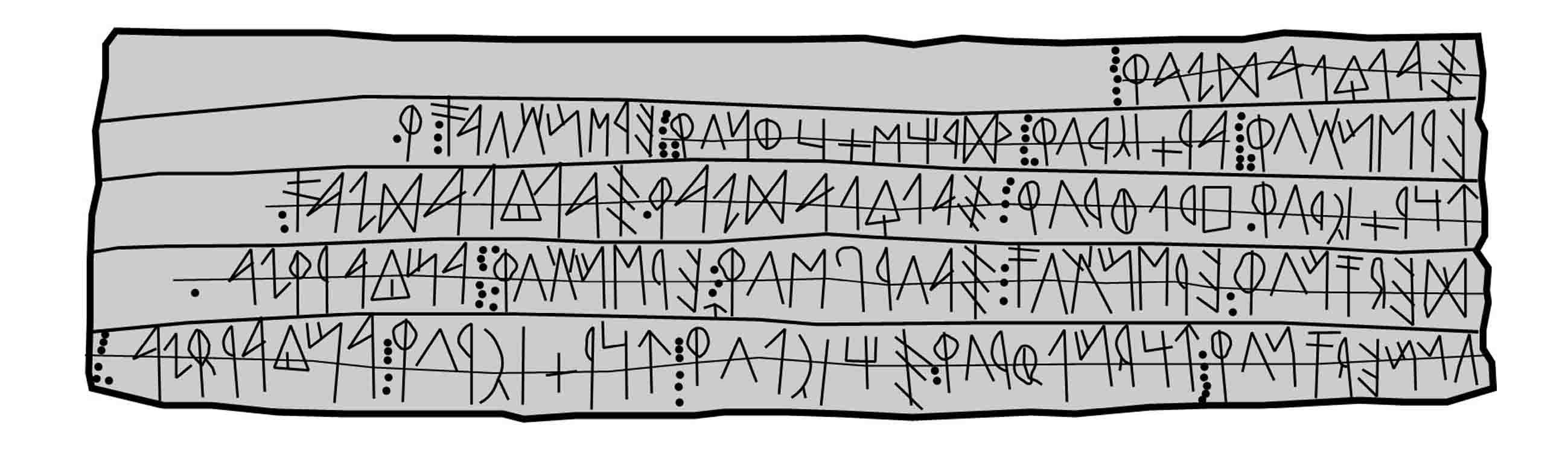
Bleiblech von La Bastida de les Alcuses bei Mogente

Die Südostiberische Schrift (oder Südiberische) ist eine von mehreren eng miteinander verwandten Silbenschriften der althispanischen Schriften, die vor und zu Beginn der römischen Herrschaft auf der iberischen Halbinsel benutzt wurden. Ob sie direkt oder auf dem Umweg über griechische Buchstaben auf phönizische Vorbilder zurückgehen, ist unklar. Die Südostiberische Schrift wurde im 5. bis 1. vorchristlichen Jahrhundert im Südosten der iberischen Halbinsel zur Aufzeichnung der Sprache der Iberer benutzt. Die Südostiberischen Schrift hat große Ähnlichkeit zur südlusitanischen Schrift und ist erst unvollständig erforscht. Die Zeichen stellen teils offene Silben aus Verschlusslaut und Vokal dar, teils Einzellaute. Die Schrift wurde ganz überwiegend von rechts nach links geschrieben.